# キサンチドロール
キサンチドロール(Xanthydrol)は、化学式C13H10O2の有機化合物である。分子量は、198.221 g/molである。キサンチドロールは、血流中の尿素濃度の測定に用いられる。

## 合成
キサントドロールは、キサントンの還元によって形成される。